# Idmonea
Idmonea is een onzeker geslacht van mosdiertjes uit de familie van de Idmoneidae en de orde Cyclostomatida.

## Soort
- Idmonea arborea Calvet, 1911 (taxon inquirendum)
- Idmonea bifrons Waters, 1884 (taxon inquirendum)
- Idmonea erecta Calvet, 1902 (taxon inquirendum)
- Idmonea falciformis Ortmann, 1890 (taxon inquirendum)
- Idmonea flabellata Kirchenpauer, 1869 (taxon inquirendum)
- Idmonea frondosa Meneghini, 1845 (taxon inquirendum)
- Idmonea granulata Milne Edwards, 1838 (taxon inquirendum)
- Idmonea horrida Calvet, 1906 (taxon inquirendum)
- Idmonea insolita Jullien, 1882 (taxon inquirendum)
- Idmonea marionensis Busk, 1875 (taxon inquirendum)
- Idmonea nana Calvet, 1902 (taxon inquirendum)
- Idmonea parasitica Busk, 1875 (taxon inquirendum)
- Idmonea parvula Canu & Bassler, 1929 (taxon inquirendum)
- Idmonea pedata Norman, 1909 (taxon inquirendum)
- Idmonea tortuosa Kirkpatrick, 1888 (taxon inquirendum)
- Idmonea tuberosa d'Orbigny, 1853 (taxon inquirendum)
- Idmonea tubulipora Meneghini, 1847 (taxon inquirendum)

Niet geaccepteerde soorten:
- Idmonea australis MacGillivary, 1882 → Idmidronea australis (MacGillivray, 1882)
- Idmonea bidenkapi Kluge, 1955 → Idmidronea bidenkapi (Kluge, 1955)
- Idmonea canariensis d'Orbigny, 1853 → Crisina canariensis (d'Orbigny, 1853)
- Idmonea filiformis Canu & Bassler, 1929 → Idmidronea filiformis (Canu & Bassler, 1929)
- Idmonea fissurata Busk, 1886 → Pseudidmonea fissurata (Busk, 1886)
- Idmonea gracillima Busk, 1875 → Exidmonea flexuosa (Pourtalès, 1867)
- Idmonea grallator Canu & Bassler, 1920 → Exidmonea grallator (Canu & Bassler, 1920)  †
- Idmonea insignis Marsson, 1887 → Idmonella insignis (Marsson, 1887)  †
- Idmonea milneana d'Orbigny, 1842 → Nevianipora milneana (d'Orbigny, 1839)
- Idmonea notomala Busk, 1875 → Tubulipora notomala (Busk, 1875)
- Idmonea organisans (d'Orbigny, 1839) → Tubulipora organisans d'Orbigny, 1839
- Idmonea pruinosa Stimpson, 1853 → Exidmonea pruinosa (Stimpson, 1853)
- Idmonea tenella Ortmann, 1890 → Exidmonea flexuosa (Pourtalès, 1867)
- Idmonea watersi Kluge, 1946 → Exidmonea flexuosa (Pourtalès, 1867)